# 北九州市立本城陸上競技場

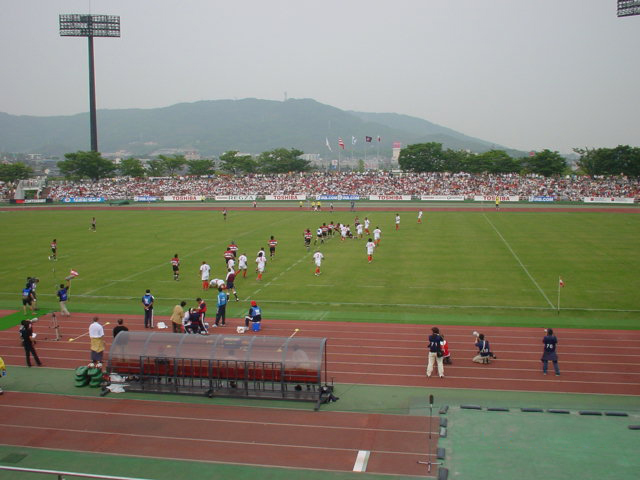
日本代表対トンガ、IRB Pacific Five Nations Rugby、2006年

北九州市立本城陸上競技場（きたきゅうしゅうしりつほんじょうりくじょうきょうぎじょう）は、福岡県北九州市八幡西区御開四丁目の北九州市本城公園内にある陸上競技場。球技場としても使用される。施設は北九州市が所有し、スポーツパークパートナーズ本城共同事業体（日本体育施設株式会社、株式会社安川ビルサービス）が指定管理者として運営管理を行っている。
なお、2023年8月1日からネーミングライツ（施設命名権）が導入され、八幡西区に本社を置き耐火物やファインセラミックスの製造などを行う黒崎播磨が取得して「黒崎播磨陸上競技場 in HONJO」（くろさきはりまりくじょうきょうぎじょう イン ほんじょう）という愛称が使用されている。

## 概要
日本陸上競技連盟第2種公認の陸上競技場で1989年4月1日に開場。1990年に開催された第45回国民体育大会（とびうめ国体）でラグビー会場として使用された。
観客席は楕円形のフィールドを取り囲むようにRC造3階建のメインスタンド と築堤状のスタンドが設けられている。完成当初はメインスタンドのみが屋根のない椅子席で残りはサイドスタンド・バックスタンドとも芝生席だった。
2008年から改修工事に着手。400mトラックが9レーンに拡張されるとともに、それまでのアスファルト+トップコートからポリウレタン系全天候型舗装になった。また、2009年からバックスタンドおよび両ゴール裏の座席をベンチシートに変更し、メインスタンド中央部の座席を背もたれつき椅子席にした上で同部分に屋根を設置する工事を行った。改修工事は2010年初頭に完了。収容人員は10,000人となった。
2014年および2015年に天然芝フィールドがJリーグベストピッチ賞を受賞した。

## 開催された主なイベント・大会

### 陸上競技
- 北九州陸上カーニバル
- 日本陸上競技選手権リレー競技大会（2018年、2019年）
- 九州実業団対抗毎日駅伝大会（発着点、2016年〜2023年）

### サッカー
- 日本フットボールリーグ公式戦（ニューウェーブ北九州）（2008年、2009年）
- Jリーグ（ディビジョン2→J2リーグ）公式戦（ギラヴァンツ北九州（2010年～2016年）、アビスパ福岡（2002年及び2004年））
- 天皇杯 JFA 全日本サッカー選手権大会（～2016年）
- 第32回全国地域サッカーリーグ決勝大会 1次ラウンド グループA（2008年）

### その他
- 第45回国民体育大会ラグビー競技（1990年）
- ワールドラグビー女子セブンズシリーズ（2017年）

## アクセス
- 鉄道
  - JR筑豊本線 二島駅から徒歩約23分[6]
- バス
  - JR鹿児島本線 折尾駅より北九州市営バス30番「二島駅」行きで「本城陸上競技場前」下車、徒歩3分[6]
  - ギラヴァンツの公式戦時は折尾駅・黒崎駅（西鉄黒崎バスセンター）からシャトルバス、小倉駅から直行バスが運行されていた[7]
- 自動車
  - 若戸大橋または北九州高速4号線 黒崎出入口から（福岡県道11号有毛引野線経由）国道199号本城バイパス沿い[6]
  - ギラヴァンツの公式戦時はボートレース若松第7駐車場（トライアル二島店横）を試合時の臨時駐車場として利用、陸上競技場との間に無料送迎バスを運行した（2009年から2016年まで実施）[7]